# Edward McMillan-Scott
Edward McMillan-Scott (Cambridge, 15 agosto 1949) è un politico britannico, membro dei Partito Conservatore, ha aderito successivamente ai Liberal Democratici. Europarlamentare dal 1984 al 2014 è stato vicepresidente del Parlamento europeo dal 2004 al 2014.

## Biografia
McMillan-Scott è nato il 15 agosto 1949 a Cambridge, in Inghilterra, è uno dei sette figli di Walter McMillan-Scott, un architetto, e di Elisabeth McMillan-Scott, nata Hudson. Fu educato privatamente dai frati domenicani. Ha lavorato in tutto il continente, in URSS e Africa come tour director per una compagnia statunitense per diversi anni. Parla francese, italiano, tedesco e spagnolo. Dal 1973 ha lavorato negli affari pubblici e nel 1982 ha fondato la propria società di consulenza Whitehall. I suoi clienti includevano il governo delle Isole Falkland.

### Vita privata
McMillan-Scott ha sposato Henrietta, avvocato per i diritti dei bambini, nel 1972. Hanno due figlie, Lucinda nata nel 1973 e Arabella nata nel 1976 e tre nipoti: Edie nata nel 1999, Esme nata nel 2001 e Sylvia nata nel 2012.

## Carriera politica
Dopo essere stato espulso dal Partito Conservatore nel 2009, è entrato a far parte di Lib Dems nel 2010.
Si è espresso a favore di una maggiore integrazione europea firmando l'invito del Gruppo Spinelli.
Il 16 marzo 2011, in commemorazione della rivolta tibetana del 1959, con l'eurodeputato Kristiina Ojuland, ha organizzato un seminario sul Tibet del Parlamento europeo dal titolo 52 Years since the Tibetan Uprising: Common Ground for Tibet and China?. Hanno partecipato Thomas Mann, Kelsang Gyaltsen, Roy Strider e Vincent Metten.